# Bard Cycle Company
Die Bard Cycle Company war ein britischer Hersteller von Fahrrädern und Automobilen.

## Unternehmensgeschichte
George W. Hands gründete 1897 in Birmingham das Unternehmen als Nachfolgeunternehmen von Hands & Cake Company. Die Produktion von Fahrzeugen begann. Der Markenname lautete Bard. Etwa 1900 endete die Produktion von Kraftfahrzeugen. Fahrräder entstanden noch bis 1905. Minstrel Cycle Company war das Nachfolgeunternehmen. George W. Hands wechselte zu Calthorpe.

## Fahrzeuge
Das wichtigste Produkt des Unternehmens waren Fahrräder. Daneben entstanden motorisierte drei- und vierrädrige Autos. Letztere waren Quadricycles.